# Charles Geerts
Charles Geerts (29 de outubro de 1930) foi um futebolista belga que competiu na Copa do Mundo FIFA de 1954.